# Xu Si
Xu Si (Jieyang, 24 de enero de 1998) es un jugador de snooker chino.

## Biografía
Nació en la ciudad china de Jieyang en 1998. Es jugador profesional de snooker desde 2017. No se ha proclamado campeón de ningún torneo de ranking, y su mayor logro hasta la fecha fue alcanzar las semifinales del Abierto de la India de 2017, en las que cayó derrotado (2-4) ante John Higgins. Sí ha logrado, en cambio, hilar una tacada máxima, que llegó en un partido de las rondas clasificatorias del Campeonato del Reino Unido de 2023, ante Ma Hailong.